# Upala (kanton)
Upala is een stad (ciudad) en gemeente (cantón) in de provincie Alajuela, tegen Nicaragua. Het kanton beslaat een oppervlakte van ongeveer 1580 km² en heeft een populatie van 51.000 inwoners.
De gemeente is onderverdeeld in acht deelgemeenten (distrito): Upala (de eigenlijke stad), Aguas Claras, Bijagua, Canalete, Delicias, Dos Ríos, San José (ook: Pizote) en Yolillal.